# Furkan Aldemir
Furkan Aldemir (* 9. August 1991 in Izmir) ist ein türkischer Basketballspieler, der in der Türkischen Basketballliga für Darüşşafaka SK Istanbul spielt.
Aldemir startete seine Karriere als Basketballspieler 2007 in der türkischen Basketball-Liga bei Pınar Karşıyaka. Im Juli 2011 unterzeichnete Furkan einen Vertrag bei Galatasaray Medical Park. Beim NBA-Draft 2012 wurde er an 53. Stelle von den Los Angeles Clippers gedraftet. Am 29. Juni wurde er als Teil eines 4-Team-Trades zu den Houston Rockets transferiert. 2013 gewann Aldemir mit Galatasaray die türkische Meisterschaft. Mit der türkischen Nationalmannschaft nahm er an der Weltmeisterschaft 2014 teil. Im Dezember desselben Jahres wurde er von den Philadelphia 76ers unter Vertrag genommen. Nach einem Jahr in Philadelphia wechselte er zurück in die Türkei.